# Bidessus excavatus
Bidessus excavatus är en skalbaggsart som beskrevs av Olof Biström 1984. Bidessus excavatus ingår i släktet Bidessus och familjen dykare. Inga underarter finns listade i Catalogue of Life.